# Орифлама
 Вижте също: Орифлейм.
Орифла̀ма (на френски: oriflamme; от латински: aurum – злато, flamma – пламък) е малък щандарт на френските крале, първоначално представляващ задпрестолна хоругва в базиликата Сен-Дени. Орифламата била главна воинска хоругва на кралските френски войски. За първи път Филип I я взема от Сен Дени, за да се носи пред войската по време на Първия кръстоносен поход (самият Филип I не участва в похода). Впоследствие се употребява във войските до 1415 г., когато в последен път се появява в сражението при Азенкур. Орифламата е губена в бой четири пъти: при Монс ан Певеле (1304), при Креси (1346), при Поатие (1356) и при Азенкур.
Направена била от пурпурно-червена материя с извезан със злато пламък. Носила се е от почетен хоругвоносец (на френски: porte-oriflamme), който я вдигал на копието си само по време на самото сражение. Издигането на орифламата над бойното поле било знак, че не трябва да има пощада за врага – нейният червен цвят бил символ на жестокост и свирепост.
В днешно време орифлама се нарича голямо знаме, окачено на въжета и опънато между постройките, напреко на улицата.